# Họ Thạch tùng

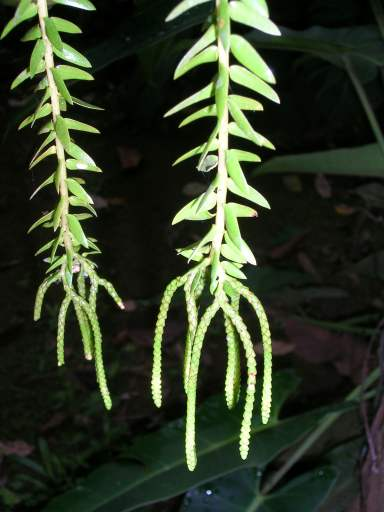

Họ Thạch tùng hay họ Thông đất (danh pháp khoa học: Lycopodiaceae) là một họ thực vật thuộc lớp Lycopodiopsida, bộ Lycopodiales) chứa một số loài thực vật có mạch nguyên thủy, bao gồm các loài thạch tùng hay thông đất. Các loài trong họ này (khi hiểu theo nghĩa hẹp) mang bào tử trong một cấu trúc chuyên biệt hóa ở đỉnh của thân cây; chúng trông tương tự như một cái chùy nhỏ. Chúng không ra hoa và cũng không sinh ra hạt.
Các chi Huperzia, Phlegmariurus và Phylloglossum với các loài của chúng nói chung cũng hay được gộp vào trong chi Lycopodium với định nghĩa và giới hạn rộng hơn trong một số phân loại cũ, nhưng lại được coi như là một họ riêng rẽ và khác biệt có danh pháp Huperziaceae trong một số phân loại khác. Chúng khác ở chỗ sinh ra bào tử trong các cấu trúc nhỏ mọc ra ở các nách lá. Hiện tại vẫn chưa có sự đồng thuận về sự công nhận họ Huperziaceae như là một họ riêng biệt.
Họ Thông đất gồm những cây cỏ sông lâu năm, mọc ở đất hoặc trên các cây to. Thân đứng, nằm hoặc thõng xuống đất, phân nhánh theo lối rẽ đôi. Lá nhỏ đơn một gân, thường xếp theo đường xoắn ốc, mọc so le. Lá bào tử giống hoặc khá giống các lá thường, xếp thành hình nón ở đầu ngọn cành. Túi bào tử riêng lẻ ở các lá bào tử, hình thận hoặc hình cầu, bào tử nhỏ và giống nhau, hình khối 4 mặt, bào tử nảy mầm cho nguyên tản hình tim, mang túi tinh và túi noãn. Sau khi noãn cầu được thụ tinh, hợp tử phát triển trên nguyên tản hình thành cây thông mới.
Khi hiểu theo nghĩa rộng thi họ nay bao gồm 16 chi và khoảng 400 loài đã biết. Các loài trong họ này nói chung có số nhiễm sắc thể n=34, trừ các loài thuọc chi Diphasiastrum với n=23.
Tại Việt Nam có các chi là Huperzia, Lycopodium, Lycopodiella và Phlegmariurus với 16 loài.

## Phân loại
Phân loại dưới đây lấy theo PPG I
- Phân họ Lycopodielloideae
  - Lateristachys Holub
  - Lycopodiella Holub
  - Palinhaea Franco & Vasc.
  - Pseudolycopodiella Holub
- Phân họ Lycopodioideae
  - Austrolycopodium Holub
  - Dendrolycopodium A.Haines
  - Diphasiastrum Holub
  - Diphasium C.Presl ex Rothm.
  - Lycopodiastrum Holub ex R.D.Dixit
  - Lycopodium L.
  - Pseudodiphasium Holub
  - Pseudolycopodium Holub
  - Spinulum A.Haines
- Phân họ Huperzioideae
  - Huperzia Bernh.
  - Phlegmariurus Holub
  - Phylloglossum Kunze

## Sử dụng
- Bào tử của thạch tùng được một số thợ làm đàn sử dụng trong nhiều thế kỷ làm vật liệu nhồi các lỗ nhỏ.
- Tại Cornwall, thạch tùng thu hái trong giai đoạn nhất định của tuần trăng trước đây được sử dụng làm thuốc điều trị bệnh mắt.

## Hình ảnh

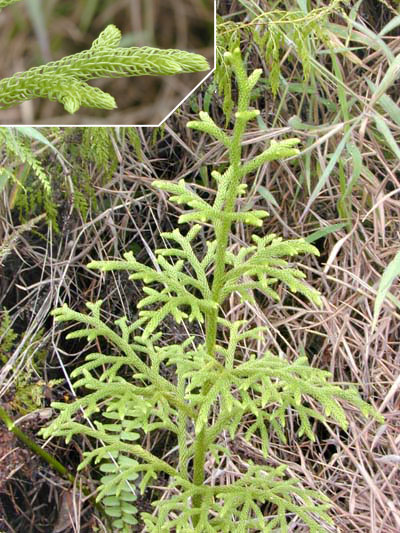
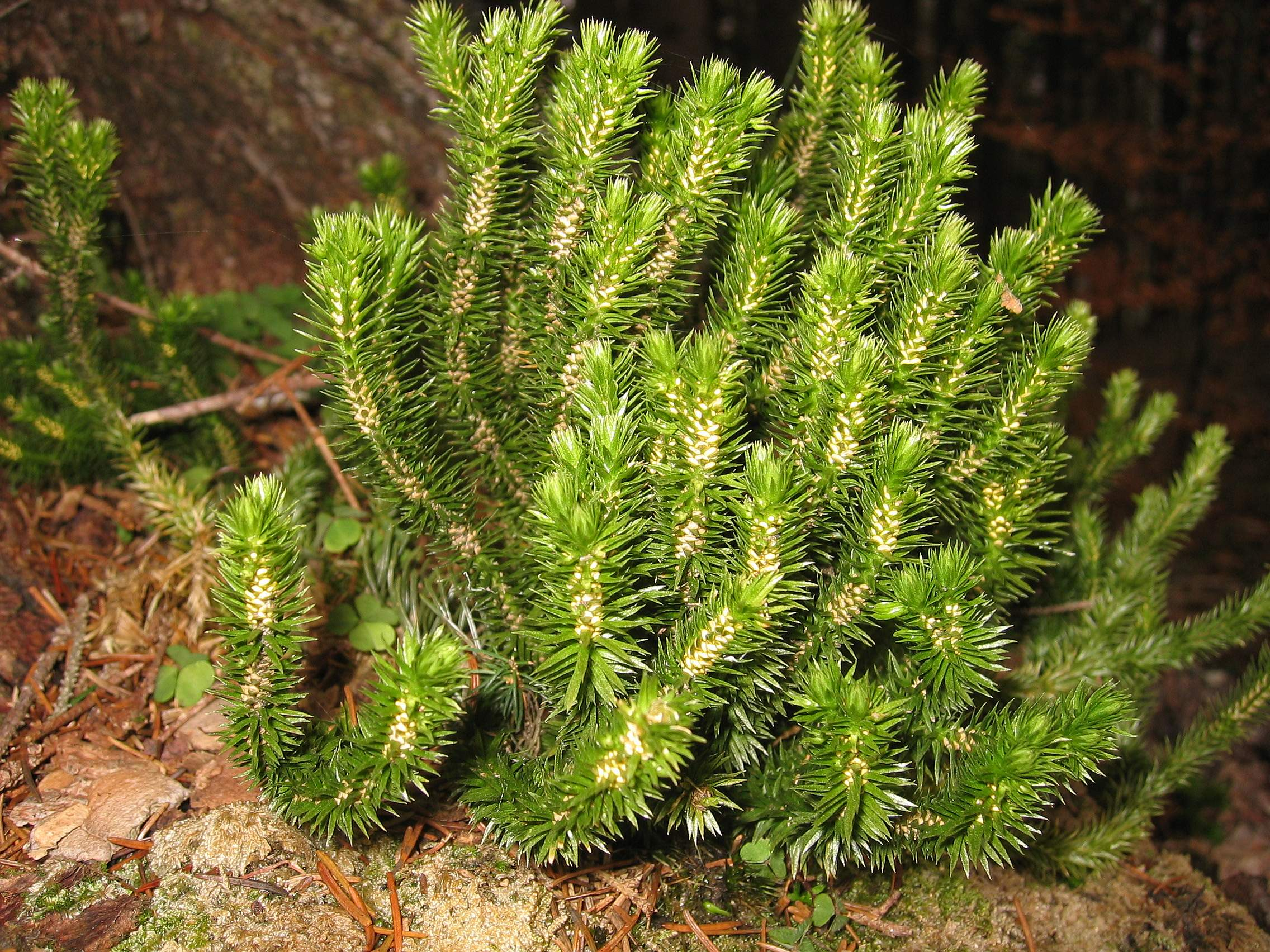
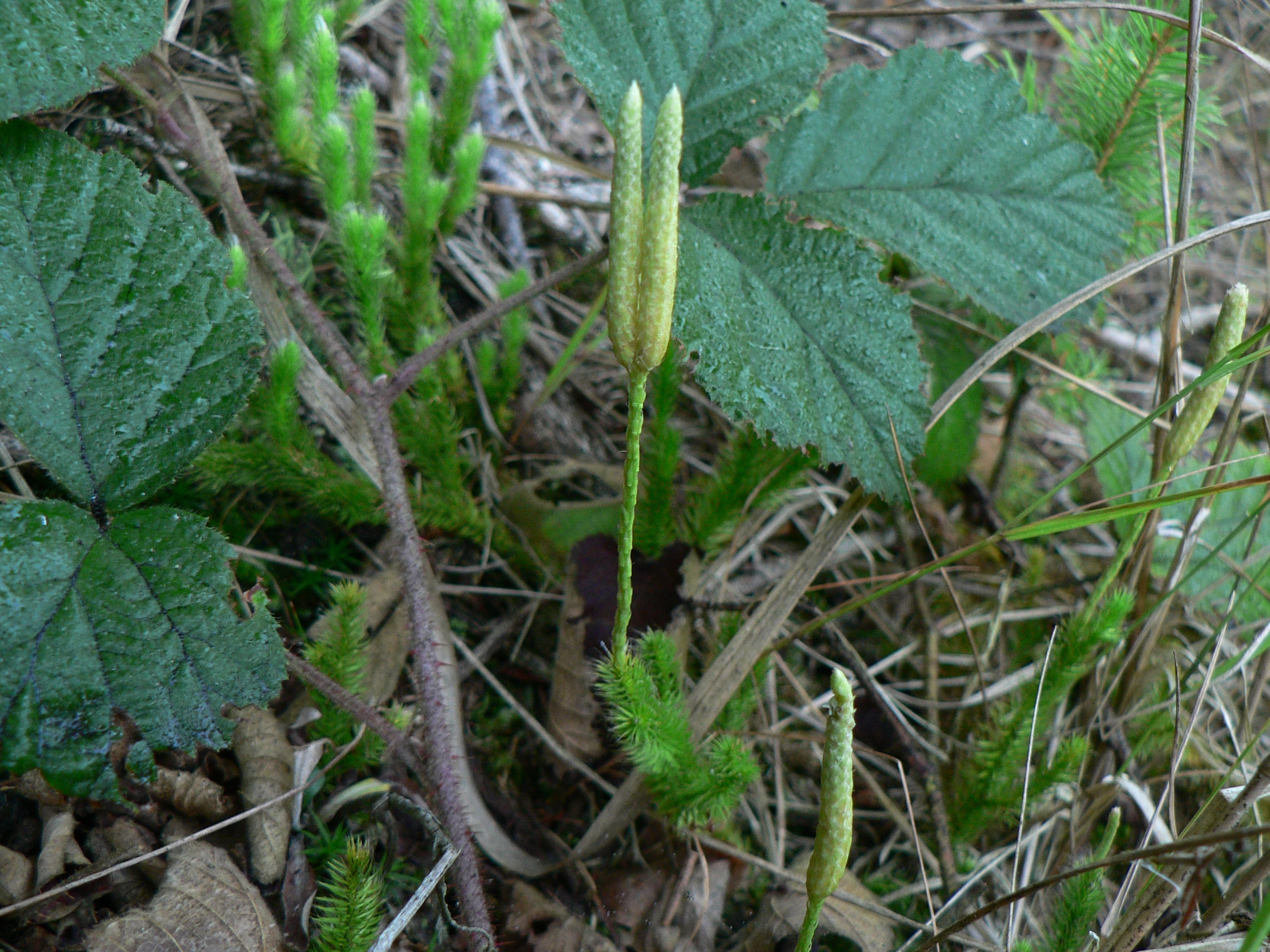
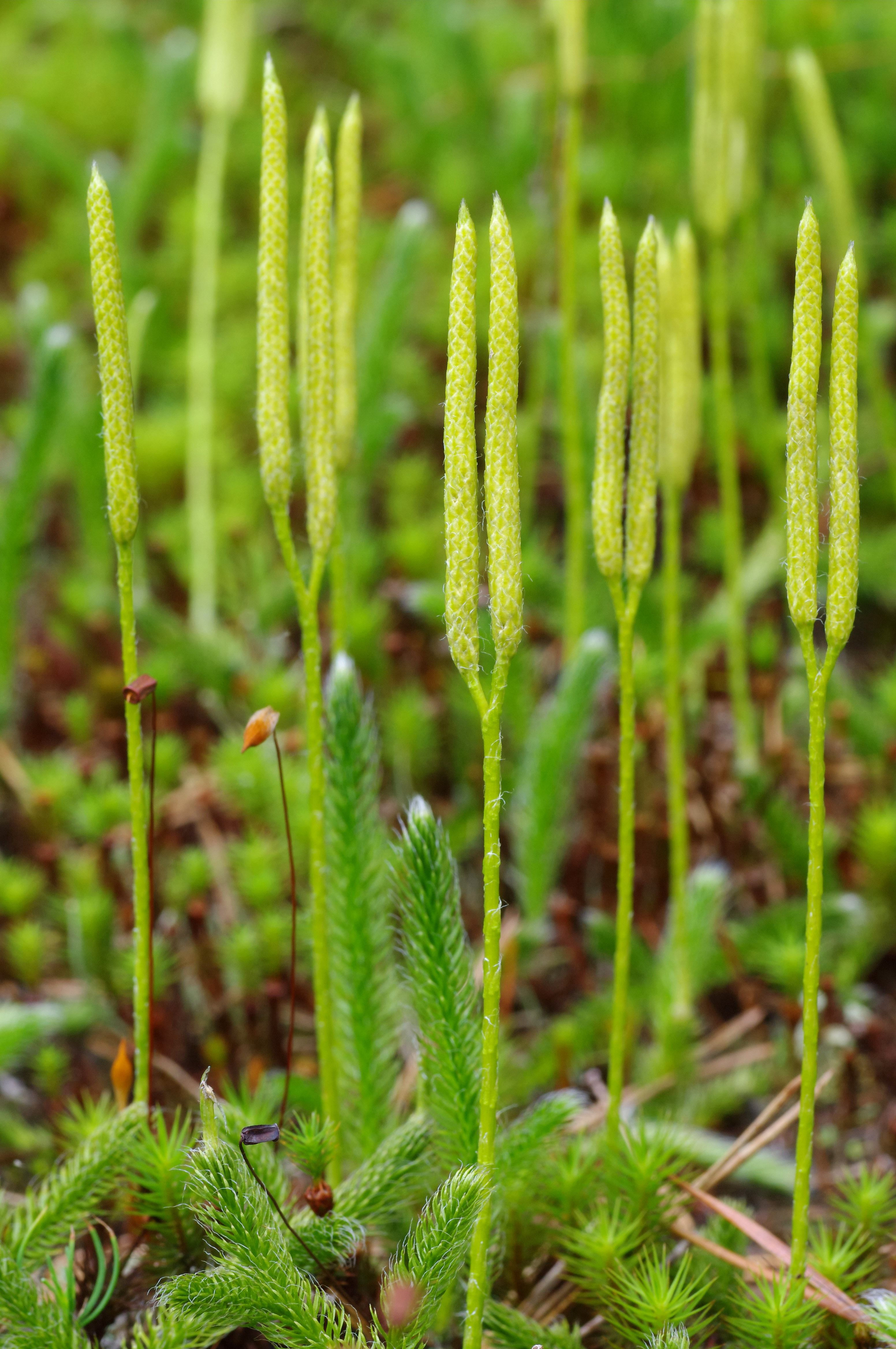